# 刘景 (辽朝)
刘景（922年—988年），字可大，河間郡人，遼朝（契丹）政治人物。唐朝右僕射、盧龍軍節度使劉怦四世孫。南京副留守劉守敬之子。
刘景好学，善文章。被燕王趙延寿辟为幽都府文学。应历初年（951年）转任右拾遺、知制誥，为翰林学士。应历九年（959年），後周軍企图收复燕雲十六州，南京留守蕭思温求援軍，辽穆宗想要待秋後出軍。劉景諫言「河北三关已陷，敵人迫近燕雲，安可坐视」，穆宗不听。
刘景因父亡辞职，之后，起复旧职。他草拟大赦之詔草稿完成，数月不发出。劉景上奏：「唐制赦令日行五百里，现在到期不发，是不对的」，穆宗不听。
辽景宗即位，拔擢他为礼部侍郎，转任尚書、宣政殿学士。景宗想要任用他，詔書写在笏上「刘景可为宰相」。劉景为南京副留守。南京留守韓匡嗣扈从北上，劉景和韓匡嗣之子韩德让处理南京行政。召为户部使，历任武定軍節度使、開遠軍節度使。
統和三年（985年）位政事舍人。統和六年（988年）致仕，加兼侍中之位。六十七岁卒。追贈太子太師之位。
刘景子劉慎行，官至膳部員外郎、北府宰相、监修国史。刘慎行之子：刘一德、刘二玄、刘三嘏、刘四端、刘五常、刘六符。